# رایانه دیجیتال الکترونیک

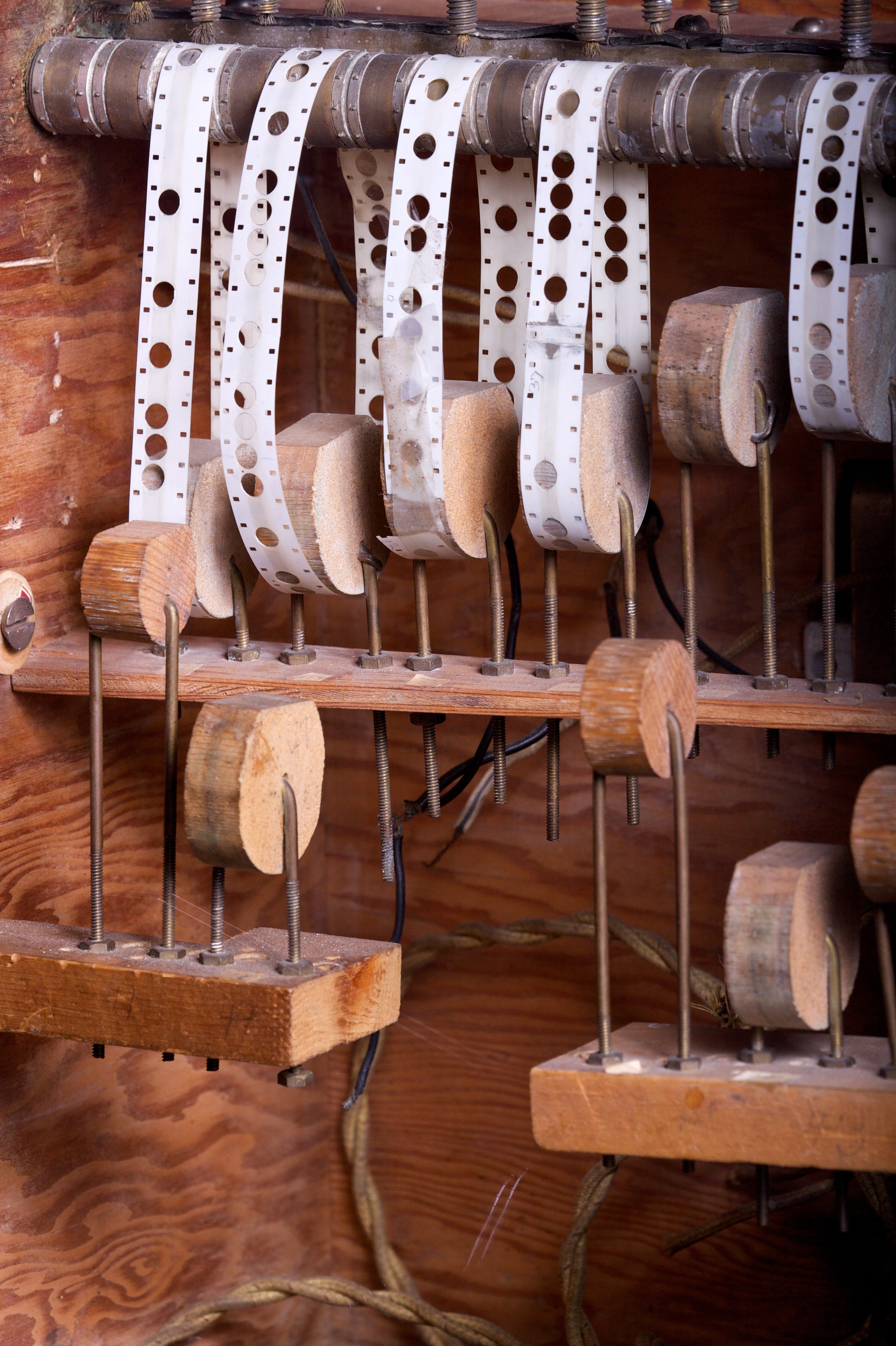
"Lehmer sieve" نمونه یک رایانه دیجیتال غیرالکترونیک برای یافتن اعداد اول و حل معادله سیاله است.

در علم رایانه، یک رایانه دیجیتال الکترونیک به رایانه‌ای گفته می‌شود که هم یک رایانه الکترونیک و هم یک رایانه دیجیتال است. برای مثال رایانه‌های دیجیتال الکترونیک شامل آی‌بی‌ام پی‌سی‌ها و مکینتاش‌ها و تلفن‌های هوشمند است.